# Foresta arida di latifoglie tropicale e subtropicale

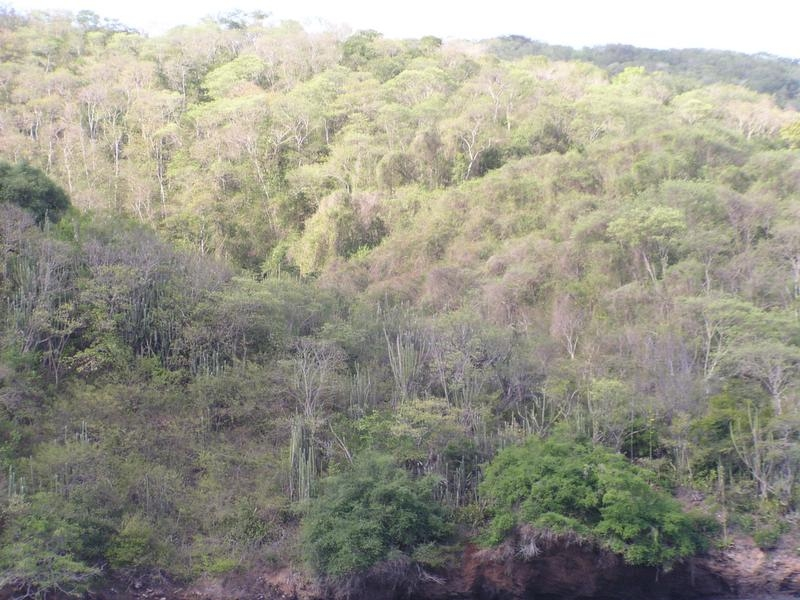
Foresta arida di Trinidad e Tobago

La foresta arida di latifoglie tropicale e subtropicale è un bioma definito dallo schema di classificazione dei biomi terrestri Global 200, proposto nel 1998 dal WWF e poi rivisto nel 2002. Corrisponde alla foresta tropicale stagionale o foresta tropicale arida di altri autori. 
È un bioma presente nel Messico meridionale, in Africa sud-orientale, nelle Piccole Isole della Sonda, in India centrale, Indocina, Madagascar, Nuova Caledonia, Bolivia orientale, Brasile centrale, Caraibi, nelle valli delle Ande settentrionali della Colombia e lungo le coste dell'Ecuador e del Perù. È situato generalmente adiacente al bioma delle foreste pluviali di latifoglie tropicali e subtropicali.

## Descrizione
Nonostante questo tipo di foreste sia presente in zone climatiche permanentemente calde e riceva precipitazioni annue di diverse migliaia di millimetri, esso sopporta lunghe stagioni secche che possono durare molti mesi a seconda della posizione geografica. Questa condizione periodica ha grande impatto sul suo ecosistema forestale.
Esse sono dominate da vegetazione decidua, che per trattenere il più possibile acqua durante la siccità, tende a perdere le foglie durante il periodo secco, in quanto la maggior parte dell'umidità evapora attraverso di esse. Tuttavia non tutte le foreste decidue sono aride e non tutte le foreste aride sono formate da vegetazione decidua. Nelle zone in cui l'aridità di alcuni periodi dell'anno è alla base di un'alta percentuale di piante caducifoglie, tipicamente nell'Asia sud-orientale interessate dal clima monsonico, la foresta arida di latifoglie tropicale prende il nome di giungla.
I principali tipi di alberi, più bassi rispetto a quelli delle foreste pluviali, sono il teak, il mogano, e il kachnar, caratterizzati da cortecce spesse e talvolta spinose e foglie più piccole e carnose. La volta forestale spogliata permette alla luce solare di penetrare fino al suolo e di facilitare la crescita di un denso e talvolta impenetrabile sottobosco. Sono abbondanti diverse piante epifite resistenti alla siccità come le orchidee, le Bromeliaceae e i cactus. Il terreno è simile a quello delle foreste pluviali ed è ricco di ossido di ferro e di alluminio, che donano ad esso un caratteristico colore rossastro.
Sebbene meno ricche biologicamente rispetto alle foreste pluviali, le foreste aride offrono una grande varietà di forme animali incluse molte specie di primati, grandi felini, pappagalli, roditori, e uccelli terricoli. Molte di queste forme esibiscono straordinari adattamenti ai climi più difficili.
Le foreste con il più alto numero di biodiversità si trovano nel Messico meridionale e nelle pianure boliviane. Anche le foreste aride delle coste pacifiche del Sud America nord-occidentale possiedono una quantità di specie uniche grazie al loro isolamento. In quelle dell'Africa sud-orientale sono presenti diversi endemismi mentre nelle foreste dell'India centrale e dell'Indocina è presente una grande fauna di vertebrati. Sono inoltre distintive le foreste del Madagascar e della Nuova Caledonia dove sono presenti un gran numero di forme relitte.

## Ecoregioni
Il bioma comprende le seguenti ecoregioni terrestri:
| Ecozona       | Ecoregione                                                    | Codice WWF | Paesi |
| ------------- | ------------------------------------------------------------- | ---------- | --- |
| Indomalese    | Foresta decidua arida dell'altopiano del Deccan centrale      | IM0201     | India |
| Indomalese    | Foreste aride dell'Indocina centrale                          | IM0202     | Cambogia, Laos, Thailandia, Vietnam |
| Indomalese    | Foreste decidue aride del Chhota-Nagpur                       | IM0203     | India |
| Indomalese    | Foreste sempreverdi aride dell'altopiano del Deccan orientale | IM0204     | India |
| Indomalese    | Foreste aride dell'Irrawaddy                                  | IM0205     | Birmania |
| Indomalese    | Foreste decidue aride del Kathiarbar-Gir                      | IM0206     | India |
| Indomalese    | Foreste decidue aride della valle del Narmada                 | IM0207     | India |
| Indomalese    | Foreste decidue aride settentrionali                          | IM0208     | India |
| Indomalese    | Foreste decidue aride dell'altopiano del Deccan meridionale   | IM0209     | India |
| Indomalese    | Foreste sempreverdi aride dell'Indocina sud-orientale         | IM0210     | Cambogia, Laos, Thailandia, Vietnam |
| Indomalese    | Foreste aride di pianura del Vietnam meridionale              | IM0211     | Vietnam |
| Indomalese    | Foreste sempreverdi aride delle zone aride dello Sri Lanka    | IM0212     | Sri Lanka |
| Australasiana | Foreste decidue delle Piccole isole della Sonda               | AA0201     | Indonesia |
| Australasiana | Foreste aride della Nuova Caledonia                           | AA0202     | Nuova Caledonia |
| Australasiana | Foreste decidue di Sumba                                      | AA0203     | Indonesia |
| Australasiana | Foreste decidue di Timor e Wetar                              | AA0204     | Indonesia, Timor Est |
| Afrotropicale | Foresta arida di Capo Verde                                   | AT0201     | Capo Verde |
| Afrotropicale | Foresta decidua arida del Madagascar occidentale              | AT0202     | Madagascar |
| Afrotropicale | Foresta arida zambesiana a Cryptosepalum                      | AT0203     | Angola, Zambia |
| Neartica      | Foreste aride subtropicali di transizione di Sonora e Sinaloa | NA0201     | Messico |
| Neotropicale  | Foreste aride di Apure e Villaviciencio                       | NT0201     | Colombia, Venezuela |
| Neotropicale  | Foreste aride atlantiche                                      | NT0202     | Brasile |
| Neotropicale  | Foreste aride delle Bahamas                                   | NT0203     | Bahamas, Turks e Caicos |
| Neotropicale  | Foreste aride di Bajio                                        | NT0204     | Messico |
| Neotropicale  | Foreste aride della valle del Balsas                          | NT0205     | Messico |
| Neotropicale  | Foreste aride montane boliviane                               | NT0206     | Bolivia |
| Neotropicale  | Foreste aride della Valle del Cauca                           | NT0207     | Colombia |
| Neotropicale  | Foreste aride delle Isole Cayman                              | NT0208     | Isole Cayman |
| Neotropicale  | Foreste aride dell'America centrale                           | NT0209     | Costa Rica, El Salvador, Guatemala, Honduras, Messico, Nicaragua                                                                            |
| Neotropicale  | Chaco                                                         | NT0210     | Argentina, Bolivia, Paraguay |
| Neotropicale  | Foreste aride della depressione centrale del Chiapas          | NT0211     | Guatemala, Messico |
| Neotropicale  | Foreste aride del Chiquitano                                  | NT0212     | Bolivia, Brasile |
| Neotropicale  | Foreste aride di Cuba                                         | NT0213     | Cuba |
| Neotropicale  | Foreste aride ecuadoriane                                     | NT0214     | Ecuador |
| Neotropicale  | Foreste aride di Hispaniola                                   | NT0215     | Haiti, Repubblica Dominicana |
| Neotropicale  | Foreste aride delle isole Revillagigedo                       | NT0216     | Messico |
| Neotropicale  | Foreste aride di Jalisco                                      | NT0217     | Messico |
| Neotropicale  | Foreste aride della Giamaica                                  | NT0218     | Giamaica |
| Neotropicale  | Foreste aride di Lara-Falcón                                  | NT0219     | Venezuela |
| Neotropicale  | Foreste aride delle Isole Sopravento Settentrionali           | NT0220     | Anguilla, Antigua e Barbuda, Grenada, Martinica, Montserrat, Saint Kitts e Nevis, Saint Vincent e Grenadine, Saint Lucia, Trinidad e Tobago |
| Neotropicale  | Foreste aride della Valle di Magdalena                        | NT0221     | Colombia |
| Neotropicale  | Foreste aride di Maracaibo                                    | NT0222     | Venezuela |
| Neotropicale  | Foreste aride di Marañon                                      | NT0223     | Perù |
| Neotropicale  | Foreste aride panamensi                                       | NT0224     | Panama |
| Neotropicale  | Foreste aride della valle di Patía                            | NT0225     | Colombia |
| Neotropicale  | Foreste aride portoricane                                     | NT0226     | Porto Rico |
| Neotropicale  | Foreste aride della Sierra de la Laguna                       | NT0227     | Messico |
| Neotropicale  | Foreste aride sinaloane                                       | NT0228     | Messico |
| Neotropicale  | Foreste aride della valle di Sinù                             | NT0229     | Colombia |
| Neotropicale  | Foreste aride del Pacifico meridionale                        | NT0230     | Messico |
| Neotropicale  | Foreste aride di Trinidad e Tobago                            | NT0231     | Trinidad e Tobago |
| Neotropicale  | Foreste aride di Tumbes-Piura                                 | NT0232     | Ecuador, Perù |
| Neotropicale  | Foreste aride di Veracruz                                     | NT0233     | Messico |
| Neotropicale  | Foreste aride delle Isole Sopravento Meridionali              | NT0234     | Grenada, Martinica, Saint Vincent e Grenadine, Saint Lucia                                                                                  |
| Neotropicale  | Foreste aride dello Yucatan                                   | NT0235     | Messico |
| Oceanica      | Foresta arida tropicale delle Figi                            | OC0201     | Figi |
| Oceanica      | Foreste aride tropicali delle Hawaii                          | OC0202     | Stati Uniti d'America |
| Oceanica      | Foreste aride tropicali delle Marianne                        | OC0203     | Guam, Isole Marianne Settentrionali |
| Oceanica      | Foreste aride tropicali di Yap                                | OC0204     | Micronesia |

## Conservazione
Le foreste aride sono altamente sensibili agli incendi e alla deforestazione, i pascoli intensivi e l'introduzione di specie aliene possono ulteriormente alterare le comunità locali. Il loro recupero è possibile ma impegnativo, in particolare se il degrado è stato intenso e persistente.